# 高砂正弘
高砂 正弘（たかさご まさひろ、1956年12月20日 ）は、大阪府生まれの日本の建築家、一級建築士。和歌山大学名誉教授。工学博士（大阪工業大学）・工学修士（早稲田大学）。高砂建築事務所代表。
専門は、建築設計・環境デザイン・設計手法。

## 経歴
1979年大阪工業大学工学部建築学科卒業。1986年早稲田大学大学院理工学研究科建設工学専攻修了、工学修士（早稲田大学）。瀧光夫建築・都市設計事務所にて建築設計に従事。1990年高砂建築事務所設立。その後、大阪工業大学・関西大学非常勤講師、梅花女子大学現代人間学部教授などを経て、2008年大阪工業大学大学院工学研究科建築学専攻にて博士（工学）。2011年より和歌山大学システム工学部教授。2022年同大学名誉教授。
主な所属学会は、日本建築学会、日本建築士連合会、日本建築家協会、日本建築協会など。

## 受賞
- 1995年 大阪建築コンクール渡辺節賞
- 1996年 日本建築士会連合会賞優秀賞
- 2000年 木材活用コンクール優秀賞
- 2002年 日本建築家協会新人賞
- 2004年 グッドデザイン賞
- 2005年 大阪建築コンクール大阪府知事賞
- 2014年 21世紀型木造住宅建設フォーラム設計競技第一位
- 2015年 タマホームデザインコンペティション優秀賞
- 2016年 尼崎パーキング設計コンペディション佳作
- 2018年 グッドデザイン賞ベスト100
- 2019年 ウッドデザイン賞

## 代表作品
- 高槻市中畑集会所[5]  - 1994年日本建築士連合会賞奨励賞
- 高槻市出灰集会所[5]  - 1994年大阪建築コンクール渡辺節賞、1995年日本建築士連合会賞優秀賞
- 高槻花しょうぶ園トイレ
- 摂津峡木橋 - 2000年木材活用コンクール優秀賞
- 森の展望台・トイレ[5] - 2002年日本建築家協会新人賞[6]
- 東本町の家[5]
- 森のプラットホーム
- 斑鳩町の家 - 2005年大阪建築コンクール大阪府知事賞
- 築地中通の家
- 中谷町の家[7]
- 壁層の家
- 西向きの家 - 2014年21世紀型木造住宅建設フォーラム設計競技第一位、2014年木材活用コンクール特別賞
- きの家 - 2018年グッドデザイン賞ベスト100、ウッドデザイン賞

## 論文
- 南イタリア 石の住まい Stone Shelters （訳者：増田和彦, 高砂正弘） 学芸出版社, 1993年
- グリッドシステムについて　バルセロナ・パヴィリオンの空間構成の方法   日本建築学会近畿支部研究報告集 44, 1157-1164 2004年
- 後期案のグリッドシステムについて　バルセロナ・パヴィリオンの空間構成の方法 日本建築学会近畿支部研究報告集 45, 2005年
- バルセロナ・パヴィリオンの平面にみられるグリッドシステムについて  日本建築学会計画系論文集, 2005年
- バルセロナ・パヴィリオンの空間構成要素の形と配置について　日本建築学会計画系論文集, 2006年
- バルセロナ・パヴィリオンの平面と立面における幾何学構成について　日本建築学会計画系論文集, 2007年
- バルセロナ・パヴィリオンの空間構成の方法　PARADE BOOKS, 2009年